# Sénégal aux Jeux olympiques d'été de 2008
Le Sénégal a participé aux Jeux olympiques d'été de 2008 à Pékin. Il s'agissait de sa 12e participation à des Jeux d'été — douzième participation consécutive depuis 1964. 
La délégation sénégalaise était présente dans sept disciplines, et, après une défection, 15 athlètes étaient en lice, auxquels s'ajoutaient deux participants aux Jeux paralympiques.
Le Comité national olympique et sportif sénégalais (CNOSS) avait octroyé des bourses, ainsi qu'une aide pour les athlètes en attente d'une qualification. En outre des récompenses substantielles avaient été promises aux futurs médaillés, notamment 25 millions de francs CFA à chaque médaille d'or. Pourtant aucun titre olympique n'a été remporté par les représentants du Sénégal et certains médias parlent de véritable « hécatombe ». Le Directeur technique national d'athlétisme a été limogé. Le tableau des médailles des Jeux olympiques d'été de 2008 montre cependant que seuls 81 pays sur les 204 participants ont remporté au moins une médaille.
Alors que le dernier médaillé national reste Amadou Dia Bâ, médaille d'argent aux Jeux olympiques d'été de 1988 à Séoul, le CNOSS réfléchit désormais aux Olympiades de Londres. Il a mis en place un groupe de performance appelé « Génération 2012 ».

## Participants

### Athlétisme
Fatou Bintou Fall, championne d'Afrique du 400 m dames en 2004, a déclaré forfait le 11 juillet. Les espoirs reposaient donc sur Ndiss Kaba Badji et. Abdoulaye Wagne qui ont été éliminés.
| Épreuve          | Athlète          | Séries        | Séries | Quarts de finale | Quarts de finale | Demi-finales | Demi-finales | Finale   | Finale |
| Épreuve          | Athlète          | Résultat      | Rang   | Résultat         | Rang             | Résultat     | Rang         | Résultat | Rang   |
| ---------------- | ---------------- | ------------- | ------ | ---------------- | ---------------- | ------------ | ------------ | -------- | ------ |
| 800 mètres       | Abdoulaye Wagne  | 1 min 47 s 50 | 5e     | -                | -                | -            | -            | -        | -      |
| Saut en longueur | Ndiss Kaba Badji | 8,07m         | 3e Q   | NC               | NC               | NC           | NC           | 8,16m    | 5e     |
| Triple saut      | Ndiss Kaba Badji | DNF           | /      | -                | -                | -            | -            | -        | -      |

### Canoë-kayak
Khathia Bâ est arrivée dernière de son groupe aux éliminatoires du 500 m. 
Meilleur kayakiste africain et dont c'était la première participation, Assane Dame Fall a terminé dernier de sa demi-finale du 500 m avec un chrono de 2’04’’633.
| Athlète          | Compétition | Éliminatoires  | Éliminatoires | Demi-finales   | Demi-finales | Finale A | Finale A |
| Athlète          | Compétition | Temps          | Rang          | Temps          | Rang         | Temps    | Rang     |
| ---------------- | ----------- | -------------- | ------------- | -------------- | ------------ | -------- | -------- |
| Assane Dame Fall | K1 500m     | 1 min 52 s 215 | 5e            | 2 min 04 s 633 | 9e           | -        | -        |
| Assane Dame Fall | K1 1000m    | 4 min 07 s 610 | 9e            | -              | -            | -        | -        |

### Escrime
Trois escrimeurs sénégalais participaient aux Jeux.
- Sabre masculin : Abdoulaye Thiam est éliminé dès le premier tour. Quant à Mamadou Keïta– 32e joueur mondial et premier champion noir d'Afrique à Casablanca en avril 2008 –, il l'emporte d'abord sur le Japonais Satoshi Ogawa, mais il est éliminé au deuxième tour[10] par le Roumain Rareș Dumitrescu.

- Sabre féminin : Première participante sénégalaise à entrer dans la compétition, Nafi Touré a dû s'incliner dès le samedi 9 août 2008[11].

### Judo
Le judo était la discipline la plus représentée dans la délégation sénégalaise avec quatre qualifiés. Hortense Diédhiou, dont c'étaient les deuxièmes Olympiades, s'est fait éliminer par l'Algérienne Soraya Haddad, entraînée au Japon et qui enlèvera finalement la médaille de bronze. Gisèle Mendy, Cécile Hanne et Diéguy Bathily ont également été battus.

### Lutte
En lutte libre, Adama Diatta a d'abord été vaincu par le Japonais Tomohiro Matsunaga dans la catégorie des 55 kg. Repêché, il a néanmoins été battu aux points par le Turc Akgul Sezar.

### Natation
Binta Zahra Diop et Malick Fall ont été éliminés, mais Malick Fall a battu son record du Sénégal.

### Taekwondo
- -57 kg Femmes : Bineta Diédhiou – porte-drapeau de la délégation sénégalaise – était la dernière athlète sénégalaise à entrer en scène. Elle avait vaincu la Vietnamienne Nguyen Thi Hoaï Thu (9e mondiale) en huitièmes de finale, mais elle a été battue en quarts de finale par l'Italienne Veronica Calabrese (2e aux championnats du monde 2007).

## Liste des médaillés sénégalais

### Médailles d'Or
| Sport              | Discipline | Sportifs | Performance |
| Médailles d'or : 0 |            |          |             |

### Médailles d'Argent
| Sport                  | Discipline | Sportifs | Performance |
| Médailles d'argent : 0 |            |          |             |

### Médailles de Bronze
| Sport                   | Discipline | Sportifs | Performance |
| Médailles de bronze : 0 |            |          |             |